# Clystea restricta
Clystea restricta är en fjärilsart som beskrevs av Paul Dognin 1923. Clystea restricta ingår i släktet Clystea och familjen björnspinnare. Inga underarter finns listade i Catalogue of Life.